# Адгезивы
Адгезив — вещество, способное соединять материалы путём поверхностного сцепления. Адгезивы бывают природными и синтетическими. Скрепляющее действие адгезива основано на создании молекулярных связей между ним и поверхностями соединяемых материалов. Микронеровности, заполняемые адгезивом, увеличивают площадь контакта между прилегающими поверхностями. После застывания адгезива они склеиваются.

## Природные клеи и смолы
Природные клеи получают из органических веществ, например из вываренных костей животных. Растительные организмы также содержат клейкие вещества, такие как крахмал или агар-агар. Крахмал содержится в картофеле и кукурузе, а агар-агар — в водорослях. Эти вещества используют, например, для наклеивания марок на конверты. Основным недостатком природных клеев и смол является то, что они разлагаются под действием таких микроорганизмов, как плесень.

## Цемент
Строительный цемент получают из измельчённой горной породы с добавлением различных веществ. Цемент, смешанный с водой и песком, называют строительным раствором. Раствор используют для соединения кирпичей в кладке, а также каменных блоков и железобетонных конструкций.

## Синтетические клеи
Обычно синтетические клеи представляют собой растворы полимеров. Одни клеи твердеют по мере испарения растворителя, другие — в результате соединения двух или нескольких компонентов, смешанных непосредственно перед использованием. Различные типы клеев обладают и разной силой склеивания. Одни применяются для соединений частей корпусов самолётов и обладают огромной прочностью на разрыв. Другие позволяют многократно прикреплять и откреплять наклейки, например, ярлычки для одежды.